# 武藤鉦八郎
武藤 鉦八郎（むとう しょうはちろう、1914年1月1日 - 1984年4月15日）は、名古屋市出身の実業家。

## 人物
1931年（昭和6年）、名古屋市立名古屋商業学校を卒業。その後、武藤鉦八郎の名を先代から襲名する。1937年（昭和12年）、武藤鉦合名会社の代表社員となり、同社を株式会社に改組した上で、その社長に就任する。中部薬品貿易取締役を兼任。のちに社団法人愛知県医薬品工業協会監事・名古屋商工会議所化学部副部長などを務めた。茶屋町に所在した店舗から、ロバを用いた車を使い宣伝するなど、ユニークな人物であったという。また、熱田神宮に大鳥居を寄付している。